# Tillamook (llengua)
El tillamook és una llengua extingida de les llengües salish que havia estat parlada pels tillamooks al nord-oest d'Oregon, Estats Units. Es creu que el darrer parlant fluent de la llengua va morir en la dècada de 1970; entre 1965 i 1972, en un esforç per evitar que la llengua que es perdés, un grup d'investigadors de la Universitat de Hawaii va entrevistar als pocs parlants que quedaven de tillamook i van editar un diccionari de 120 pàgines.

## Fonologia

### Vocals
|       | Frontal | Posterior |
| ----- | ------- | --------- |
| Alta  | i       | ə         |
| Baixa | æ       | ɑ         |

### Consonants
|                   | Alveolar | Alveolar      | Postalveolar / palatal | Velar       | Velar   | Uvular | Uvular | Glotal |
| Central           | Lateral  | No arrodonida | Postalveolar / palatal | Arrodonida* | No arr. | Arr.*  |        | Glotal |
| ----------------- | -------- | ------------- | ---------------------- | ----------- | ------- | ------ | ------ | ------ |
| Oclusiva          | t        |               |                        | k           | kʷ      | q      | qʷ     | ʔ      |
| Ejectiva          | tʼ       |               |                        | kʼ          | kʷʼ     | qʼ     | qʷʼ    | ʔ      |
| Africada          | t͡s       |               | t͡ʃ                     |             |         |        |        |        |
| Ejectiva africada | t͡sʼ      | t͡ɬʼ           | t͡ʃʼ                    |             |         |        |        |        |
| Fricativa         | s        | ɬ             | ʃ                      | x           | xʷ      | χ      | χʷ     | h      |
| Nasal             | n        |               |                        |             |         |        |        |        |
| Aproximant        |          | l             | j                      |             | w       |        |        |        |

#### Arrodoniment intern
Les consonants "arrodonides" (marcades amb ʷ), inclosa /w/, no estan labialitzades; l'efecte és per complet dins de la boca buidant la llengua. Amb aquest arrodoniment intern distintiu les uvulars tenen "una mena de timbre ɔ" mentre que les velars frontals "arrodonides" semblen ɯ. Això contrasta i s'oposa d'una altra manera segments molt similars que tenen similitud amb ɛ o ɪ, consonants "no arrodonides".
/w/ també està formada amb aquest arrodoniment intern en lloc de veritable labialització, el que és similar a /ɰ/. Així són sons vocàlics anteriorment descrits com /o/ o /u/, que estan millor caracteritzats com el diftong /əw/ amb l'augment d'arrodoniment.